# Shungwaya
Shungwaya oder Singwaya ist der Name eines mythischen Ortes, den die heute an der Küste Kenias und Nord-Tansanias lebenden Mijikenda in mündlichen Überlieferungen als ihren Ursprungsort bezeichnen. Er wurde allgemein im Süden des heutigen Somalia am Fluss Juba oder zwischen dem Juba und dem Tana vermutet. Der Wahrheitsgehalt der entsprechenden Überlieferungen ist umstritten.

## Forschungsgeschichte und Kontroversen
Zeitweise wurde angenommen, dass unter diesem Namen ein größeres Staatswesen existiert habe, aus dem neben den Mijikenda auch weitere bantusprachige Volksgruppen im heutigen Kenia, darunter die Pokomo, Kikuyu, Meru, Embu, Taita, Kamba und Swahili, nach Süden gewandert seien. Dabei stützte man sich neben Überlieferungen vor allem auf das Ende des 19. Jahrhunderts niedergeschriebene arabische Kitab al-Zanj („Buch der Zandsch“), in dem es an einer Stelle heißt, die Kashur oder Mijikenda hätten einst am Juba gelebt und zum zentralisierten Staat Shungwaya gehört.
Laut Morton (1972) und Turton (1975) ist die Beweislage hierfür jedoch dürftig. Es gebe keine klaren archäologischen oder linguistischen Hinweise, sodass nach heutigem Kenntnisstand unklar bleibe, wie weit nach Norden die Expansion der Bantu im Bereich von Kenia und Südsomalia reichte. Von den Mijikenda seien Überlieferungen, die auf „Shungwaya“ verweisen, erst seit Ende des 19. Jahrhunderts bekannt, während vor 1890 dokumentierte Aussagen der Mijikenda stets eine Herkunft vom Berg Mangea westlich von Malindi und im Falle der Untergruppe der Rabai vom Kilimandscharo behaupteten. Die Passage im Kitab al-Zanj zieht Turton in Zweifel, ebenso wie einige weitere arabische Erwähnungen von Zanj am Jubb, die als „Bantu am Fluss Juba“ interpretiert wurden; die Gleichsetzung des Begriffs Zanj mit bantusprachigen Volksgruppen sei ebenso fragwürdig wie die Gleichsetzung von Jubb mit dem Juba, der ansonsten im Arabischen mit Jub (Djoub) bezeichnet werde. Der Linguist Hinnebusch (1976), der eine Klassifikation ostafrikanischer Bantusprachen erstellte, fasste die Sprachen Pokomo, Mijikenda und Swahili als Sabaki-Gruppe zusammen (benannt nach dem Fluss Sabaki), deren Ursprungsgebiet er zwischen dem Kilimandscharo, dem Pare-Hochland und den Taita Hills vermutete. Thomas Spear verteidigte hingegen die Existenz von Shungwaya gegen diese Argumente.